# Revon Sonkaja
Revon Sonkaja är en sjö i kommunen Joensuu i landskapet Norra Karelen i Finland. Sjön ligger 136,2 meter över havet. Den är 8,5 meter djup. Arean är 1,05 kvadratkilometer och strandlinjen är 10,69 kilometer lång. Sjön  ingår i Jänisjokis huvudavrinningsområde.   Den ligger omkring 39 kilometer öster om Joensuu och omkring 400 kilometer nordöst om Helsingfors. 
I sjön finns öarna Kukkurasaari, Kalmonen och Pellavasaaret. 